# Češnja
Češnja (znanstveno ime Prunus avium) sadno drevo ali njegov sadež. Češnja (sadež) sodi med koščičasto sadje. V sredini rdečega, pogosto tudi rumeno-rdečkastega sadeža je seme, ki ga raznašajo ptiči. 

## Užitnost
Češnje jemo surove ali kuhane v kompotu. Iz njih lahko skuhamo marmelado ali spečemo češnjev zavitek. Lahko jih tudi vložimo ali uporabimo kot dodatek jogurtu. Iz njih lahko naredimo tudi češnjev sok ali vino.

## Dozorevanje
Češnja lahko dozoreva od sredine maja pa do začetka julija.Prvo je cvet, nato rumeno-zelen plod, ki je trd na ugriz, na koncu pa rdeče/vinske barve plod, ki je mehak in sladek/kisel. 